# Ігнатьєва Надія Дмитрівна
Надія Дмитрівна Ігна́тьєва (нар. 7 червня 1946, Миколаїв) — українська театральна актриса. Заслужений артист України з 2001 року. Дружина режисера Олега Ігнатьєва.

## З біографії
Народилася 7 червня 1946 року в місті Миколаєві (нині Україна). Здобула середню освіту. З 1970 року — актриса Миколаївського обласного українського музично-драматичного театру.

## Ролі
- Тьотя Мотя («Мина Мазайло» Миколи Куліша);
- Кайдашиха («Кайдашева сім'я» Івана Нечуя-Левицького);
- Явдоха («За двома зайцями» Михайла Старицького);
- Марфа («Лють» Євгена Яновського);
- Уляна («Кармалюк» Миколи Зарудного);
- Заступник директора колонії («Сволота» Януша Гловацького);
- Баба Яга («Два клени» Євгена Шварца);
- Кароліна («Містер Ікс» Імре Кальмана);
- Пані Оргонова («Дами і гусари» Александера Фредро);
- Місіс Севідж («Дивна місіс Севідж» Джона Патріка).